# Украинское общество дружбы и культурных связей с зарубежными странами
Украи́нское о́бщество культу́рной свя́зи с зарубе́жными стра́нами (укр. Українське товариство дружби і культурного зв'язку з зарубіжними країнами) — общественная организация Украинской ССР, основанная в 1959 году. Предполагала только коллективное членство. В общество входили более 5 тыс. различных советских организаций (1986 год).
Основной целью деятельностью Общества было распространение сведений о достижениях советской Украины и противостояние антисоветской пропаганде среди украинских эмигрантских кругов. Для этого общество отправляло в страны, где была украинская диаспора, различные выставки и литературу, которые должны были показывать жизнь украинцев в Украинской ССР с положительной стороны. Общество также активно снабжало зарубежные СМИ специально подготовленными материалами для подготовки просоветских статей и репортажей. Общество приглашало в Украинскую ССР на отдых и лечение руководителей и активистов просоветских («прогрессивных» согласно официальным советским документам) украинских эмигрантских организаций, где вело с ними работу, обучая методам ведения просоветской пропаганды. В 1960-х — начале 1970-х годов Украинское общество дружбы и культурных связей с зарубежными странами курировало обучение в вузах Украинской ССР по индивидуальным планам лояльных СССР активистов украинских эмигрантских кругов. В 1970-е годы от долгосрочного обучения таких активистов отказались, так как они по возвращении на родину отходили от работы в эмигрантских организациях. Однако подготовка активистов для эмигрантских Обществом в Украинской ССР продолжилась, только стала краткосрочной — учили сотрудников СМИ и организаторов художественной самодеятельности. Общество принимало примерно 16 % прибывающих в конце 1960-х — 1980-е годы в Украинскую ССР иностранных туристов, стараясь вовлечь их в проведение просоветской пропаганды. Также Общество способствовало развитию украинистики за рубежом, снабжая иностранные университеты и научные организации изданной в СССР литературой на украинском языке.
В политическом отношении общество было полностью под контролем КПСС. Членами Президиума Правления Общества могли быть только члены КПСС. Многие материалы Общества были засекречены (например, письма и отчеты в ЦК КПУ).

## Создание общества
В результате нескольких волн эмиграции к 1950-м годам в некоторых капиталистических странах сложилась большая украинская диаспора, часть которой была настроена против советской власти. К концу 1950-х годов за пределами СССР проживало около 2,5 млн украинцев. Часть украинской эмиграции занимала просоветские или нейтралистские позиции, но существовали также антикоммунистические украинские эмигрантские объединения.
При Н. С. Хрущёве возобновляется курс на создание подконтрольных КПСС общественных организаций, которые должны были вести пропаганду среди зарубежных диаспор. Середина 1950-х годов — время возобновления в СССР туристического потока из других стран (в том числе капиталистических), правовой основой для которых стали соглашения о дружбе и сотрудничестве, заключённые между Советским Союзом и другими государствами. С прибывающими иностранными туристами также было необходимо вести работу для создания у них позитивного имиджа от советской действительности.
5 марта 1959 года на республиканской учредительной конференции представителей всех областей Украинской ССР, деятелей науки, культуры, искусства, было создано Украинское общество дружбы и культурной связи с зарубежными странами, которое провозгласило себя добровольным объединением украинских советских общественных организаций дружбы и культурной связи. На этой же конференции был принят устав общества. Общество входило в созданный в 1958 году на базе ВОКС Союз советских обществ дружбы и культурных связей с зарубежными странами — огромную организацию, в работе которой участвовали по данным Большой советской энциклопедии (по состоянию на середину 1970-х годов) более 50 млн человек.

## Органы управления обществом
Формально высшим органом управления Обществом была республиканская конференция, которая состояла из делегатов, избираемых республиканскими отделениями советских обществ дружбы и культурной связи с зарубежными странами и отраслевыми секциями. В обязанности конференции Общества входило заслушивание и утверждение отчетов Правления Общества и ревизионной комиссии, избрание Правления и ревизионной комиссии и рассмотрение вопросов, связанных с уставом. Устав предусматривал, что Конференция должна собираться один раз в два — три года (в случае необходимости мог быть внеочередной созыв). Но конференции проводились реже — они прошли в 1959, 1966, 1973, 1981, 1986 годах.
Конференция избирала Правление Общества (из 83 человек), которое также не являлось постоянно действующим органом и собиралось на пленум не реже 1 раза в год.
В перерывах между пленумами Правления действовал избранный им Президиум (из 13 человек) во главе с Председателем. Члены Правления и Президиума работали на общественных началах, то есть бесплатно. Председатель Президиума Правления руководил обществом в период между заседаниями Президиума. Фактически основная масса текущих вопросов решалась именно Президиумом Правления Общества.

## Структура и численность аппарата Общества
В структуре общества были выборные органы (Правление, Президиум Правления, Председатель Президиума Правления), а также следующие подразделения:
- Отдел социалистических стран (ликвидирован в 1991 году);
- Отдел капиталистических стран (ликвидирован в 1991 году);
- Отдел развивающихся стран (в 1974—1991 годах);
- Отдел советской культуры (в 1991 году переименован в Отдел культуры и профессиональных связей);
- Отдел стран Европы и Северной Америки (создан в 1991 году);
- Отдел стран Азии, Африки и Латинской Америки (создан в 1991 году);
- Центр содействия зарубежным общественных и экономическим связям (создан в 1991 году);
- Отдел прессы и информации;
- Фото-художественная мастерская (ликвидирована в середине 1974 года);
- Областные управления;
- Административно-хозяйственный отдел (в 1980 году преобразован в хозяйственный отдел и бухгалтерию);
- Охрана.

Число штатных единиц составляло:
- 1959 год — 59;
- 1985 год — 98,5;
- 1991 год — 83.

В отличие от трудившихся на общественных началах членов Правления, сотрудники аппарата являлись постоянно действующими работниками, которые получали за свой труд заработную плату.

## Численность и членство
Устав Общества предусматривал только коллективное членство. Членами Общества могли быть следующие общественные организации:
- Общественные организации дружбы и культурной связи с зарубежными странами, которые существовали в Украинской ССР, её областях, городах, районах, на предприятиях, в колхозах, учреждениях, на кораблях морского и воздушного флота, речных пароходах, а также на железнодорожных станциях и поездах транспорта УССР;
- Отделения, секции, ассоциации, институты, комитеты и секции из разных отраслей науки, культуры, искусства и др.

Для вступления организации в общества были необходимы заявление, принятое на собрании её коллектива, и решение Президиума Правления Общества. Основанием для выхода служило заявление организации, а также решение об её ликвидации.
Численность коллективных членов Общества постоянно росла. Если в 1959 году в Обществе состояла 761 организация, то в 1986 году — уже 5 тыс. организаций. Новые члены появлялись в обществе за счет создания на Украине отделений различных советских обществ дружбы с зарубежными странами (эти общества возникали в СССР по мере улучшения отношений с другими государствами). Если в 1959 году на Украине было 10 областных, городских и районных отделений обществ дружбы, то в 1986 году — уже 420 отделений.
В работе общества принимали участия общественные деятели советской Украины (врачи, ученые и другие), число которых также быстро росло. Если в 1959 году в работе общества участвовали более 700 общественных деятелей, то в 1970 году — уже 18 тыс., а в 1991 году — более 40 тыс. представителей научной и творческой общественности.

## Деятельность
Устав общества предусматривал следующие направления деятельности:
- развитие и укрепление дружбы и деловых связей, взаимопонимания, доверия и культурного сотрудничества украинского народа с народами зарубежных стран;
- Ознакомление трудящихся УССР с жизнью зарубежных народов, их историей, экономикой и культурой;
- Содействие в ознакомлении народов зарубежных стран с жизнью украинского народа и его достижениями в области государственного строительства, развития экономики, культуры и науки;
- Содействие созданию и объединению в УССР общественных организаций дружбы и культурной связи с зарубежными странами.

На практике были следующие направления деятельности Общества и его членов:
- Шефская работа над иностранными студентами, прибывающими в Украинскую ССР;
- Проведение за границей выставок, кинокартин и диафильмов, снабжение СМИ материалами;
- Приём иностранных туристов (прежде всего лояльных советской власти представителей украинских эмигрантских кругов).

Все эти направления работы подчинялись одной цели — ведению пропагандистской работы среди украинских эмигрантских кругов, привлечение на сторону советской власти лояльных ей эмигрантов-активистов и борьба с антисоветской пропагандой за рубежом.
Деятельность общества осуществлялась на основе годовых планов, утверждаемых на расширенном заседании Президиума Правления. Годовой план сотрудничества направлялся в Государственный комитет по культурным связям с зарубежными странами при Совете министров СССР. Кроме того, годовой план включался в план культурного сотрудничества между СССР и зарубежными странами.

### Шефская работа над студентами-иностранцами
Студенты-иностранцы, обучающиеся в вузах Украинской ССР делились на три категории:
- из капиталистических стран, прежде всего этнические украинцы из США и Канады;
- из социалистических стран;
- из развивающихся стран.

Количество студентов из социалистических стран на советской Украине было значительным и возросло после заключения соглашений с соцстранами о безвалютном обмене студентами для отдыха, производственной практики и ознакомления с учебными программами. Такой обмен имел место между вузами Украинской ССР и социалистических стран с 1966 года и достигал внушительных цифр. Уже в 1968 году вузы и техникумы Украинской ССР обменялись более, чем 2 тыс. студентов с учебными заведениями социалистических государств (Венгрия, Чехословакия, ГДР, Польша и Болгария). Со студентами из социалистических и развивающихся стран Общество проводило большую пропагандистскую работу (часто совместно с администрацией вузов и различными организациями): лекции, доклады, семинары, экскурсии на предприятия и стройки, встречи с украинскими общественными деятелями. Например, в 1964 году совместно с редакцией журнала «Радянська жінка» Общество провело встречу студентов-иностранцев вузов Киева со знаменитыми женщинами города, которые рассказали «об участии женщин республики в строительстве коммунизма, об их вдохновенном труде, учёбе, отдыхе, счастливом материнстве». В 1973 году при Украинском обществе дружбы и культурных связей с зарубежными странами была создана молодежная секция, которую возглавил доктор физико-математических наук А. Самойленко.
Отдельную группу составляли студенты из капиталистических стран — США и Канады. Это были члены «прогрессивных» организаций украинской эмиграции, которых обучали в вузах Украинской ССР с целью подготовки из них политических руководящих кадров. Подготовка их велась по индивидуальным планам, которые утверждал Президиум Правления Общества с учетом срока обучения и пожеланий организации, которая направила студента на учёбу. Каждый индивидуальный план предусматривал изучение марксизма-ленинизма, а также теории и практики организационной работы. Общество решало вопросы, связанные с прохождением практики таких студентов и организовывало для них возможность изучения жизни советской Украины, проводя экскурсии на предприятия, колхозы и в учебные заведения республики. Например, во время вузовских каникул канадские студенты посещали промышленные центры Украины, крупные города Западной Украины (историческую родину значительной части украинских эмигрантов), а также крупные города ССР (в том числе Москву и Ленинград). Все эти поездки студентов-иностранцев оплачивались за счет государственных средств. Например, в 1959 году для восьми канадских студентов провели поездки в период зимних и летних каникул в следующие города СССР — Сталино, Луганск, Харьков, Черновцы, Ленинград, Москву, Сталинград, Минск, Ригу, Таллин, Баку, Тбилиси, Сочи. При этом студенты не только осмотрели памятники и побывали на предприятиях, но и прослушали лекции о фальсификации украинскими националистами некоторых проблем истории Украины. Лечились студенты из США и Канады в санаториях Украины. Студенты могли получить помимо основного также дополнительное образование. Например, некоторые студенты, которые в США и Канаде планировали заниматься художественной самодеятельностью, дополнительно изучали хореографическое искусство в Киевском хореографическом училище, а музыку в Киевской консерватории. Также студенты могли посетить своих родственников из Западной Украины. Конечно, жизнь студентов находилась под надзором советских органов. Например, студент 5-го курса философского факультета Киевского университета и стипендиат общества Стефан Томчак из США сообщал, что его переписку с США во время обучения в Украинской ССР читали советские органы.
К началу 1970-х годов стало ясно, что долгосрочная подготовка просоветских активистов для эмигрантских кругов США и Канады себя не оправдывает. Руководство Общества пришло к выводу, что причин неэффективности две:
- Дипломы советских вузов не признавались в капиталистических странах, что приводило к потере студентами интереса к обучению;
- После окончания советских вузов молодежь, как правило, отходила от работы в эмигрантских организациях.

Кроме того, оказалось, что некоторые выпускники из числа украинских эмигрантов встали на антисоветские позиции. Тот же Стефан Томчак дал интервью, в котором хвалил США и критиковал советскую действительность за отсутствие свободы слова и неустроенный быт.
В итоге Общество направило письмо в ЦК Компартии Украинской ССР с предложением обучать в вузах Украины представителей прогрессивных эмигрантских организаций не более, чем 2 года, причем готовить руководителей художественной самодеятельности и работников редакций газет.

### Приём иностранных туристов на территории Украины
Вплоть до середины 1950-х годов иностранных туристов на Украине и вообще в СССР практически не было. Из пояснений к отчету «Интуриста» за 1953 год следует, что в 1953 году деятельность данной организации сводилась к приему иностранных делегаций и к обслуживанию пассажиров, которые следовали через СССР транзитом. Со второй половины 1950-х в СССР (в том числе на Украине) появляются туристы из других государств, причем туристический поток постоянно возрастал. Наибольшее количество иностранных туристов прибыло на советскую Украину в 1980 году в связи с Олимпийскими играми, когда Украинскую ССР посетили 975 938 иностранных туристов. После этого произошел резкий спад туристического потока, который ещё более сократился после аварии на Чернобыльской атомной электростанции.
В конце 1960-х — 1980-е годы Украинское общество дружбы и культурных связей с зарубежными странами принимало около 16 % иностранных туристов, посещавших Украинскую ССР. Однако Общество не являлось туристической фирмой и принимало иностранцев не ради получения прибыли, а по политическим причинам. Около 60 % иностранных туристов из капиталистических стран, которых принимало Общество, составляли представители прогрессивных эмигрантских кругов. Они были единственными, кого Общество приглашало самостоятельно. Приглашали «прогрессивных» туристов-эмигрантов «с целью самого широкого использования их для распространения информации о достижениях Советского союза и Украины в строительстве коммунизма, информации, направленной на нейтрализацию антикоммунистической пропаганды империалистических кругов, прежде всего США, и других капиталистических стран». То есть речь шла о подготовке агентов влияния. Группы украинской прогрессивной эмиграции, приглашенные Обществом, находились на территории Советской Украины достаточно долго — по 20 — 46 дней (обычные делегации и отдельные туристы из капиталистических государств находились в Украинской ССР лишь по 3 — 4 дня). Все это длительное время пребывания с прогрессивными эмигрантами работали представители советской общественности. Кроме того, лидеры прогрессивных украинских эмигрантских организаций проходили лечение на Советской Украине. Например, в 1959 году секретарь Лиги американских украинцев В. П. Рыбак и его жена лечились в Украинской ССР в течение 3 месяцев. В 1977 году был приглашен (с супругой) на 56 дней для лечения в санаториях Министерства здравоохранения Украинской ССР Лео Коски, президент Ассоциации культурных связей США ‒ СССР в Лос-Анджелесе. Официальная формулировка причин подобных приглашений звучала: «за заслуги перед СССР». Сами эти поездки на лечение прогрессивных украинских эмигрантов держались в тайне и фигурировали не в официальных отчетах Общества, а в его секретных письмах и отчетах в ЦК Компартии Украинской ССР.
С иностранными гостями Общества работали деятели науки и культуры Советской Украины, а с официальными делегациями встречалось руководство Украинской ССР. Работа предполагала обязательное посещение передовых предприятий и учреждений, пионерских лагерей Украинской ССР. Практиковались просмотр кинофильмов о Советской Украине, встречи-беседы с украинскими деятелями науки и культуры, а также посещение различных коллективов.
Отдельная кропотливая пропагандистская работа велась с теми иностранными туристами, которые поодиночке приезжали на Советскую Украину. С ними принимающая сторона, как правило, встречалась по несколько раз, выясняя возможность их использования для ведения «патриотической» деятельности (создания групп, распространения советской литературы, ведение устной пропаганды). Иногда получалось и украинские эмигранты действительно начинали выступать за рубежом с похвалой о Советской Украине. Например, в 1965 году Украину посетила гражданка Бразилии поэтесса-модернистка В. Вовк, которая по возвращении домой «совершила поездку по США и Канаде, где выступала в клубах националистов, в университетах». Встретили её плохо. В Торонто Вовк пытались стащить с трибуны с криками, угрожали ей. Вовк обвиняли в том, что она «пошла на службу к коммунистам». Привлекали на сторону советской власти также иностранных проповедников, которые посещали Украину. В 1965 году Общество установило контакт с М. Крицким, проповедником из США, который сделал на Советской Украине множество фотографий и потом выступал в Соединенных Штатах Америки и Канаде перед эмигрантами, положительно отзываясь об СССР>.
Туристические маршруты по Украине, как правило, предусматривали посещение Киева. Также посещались другие города Украинской ССР, как западные, так и восточные.
Обычно отзывы украинских эмигрантов, посетивших по линии Общества советскую Украину, были положительными. Однако были и негативные впечатления. Например, редактор канадской газеты «Життя і слово» П. Кравчук, путешествовавший в качестве туриста по Украинской ССР с 20 августа по 15 октября 1966 года, высказал главе Общества Екатерине Колосовой свое недовольство распространением русского языка на Украине.
Вторая категория иностранцев, которых принимало Общество, были иностранные делегации. Представители посольств социалистических стран, приезжавшие в Украинскую ССР в обязательном порядке посещали соответствующие Общества дружбы и участвовали в проводимых ими мероприятиях. Кроме того, существовала практика обслуживания Обществом делегаций из социалистических стран, причем лишь четверть их приглашалась непосредственно Украинским обществом дружбы и культурных связей с зарубежными странами. Остальные делегации, которые обслуживало Общество, были приглашены Союзом дружбы, Государственным комитетом по культурным связям с зарубежными странами при СМ СССР, Советским комитетом защиты мира, Комитетом советских женщин и другими структурами. Ещё одной группой туристов, принимаемых Обществом, были «специализированные» делегации из социалистических стран — учителей русского языка, деятелей культуры, ветеранов рабочего и коммунистического движения, передовиков производства. Часто эти приемы были приурочены к юбилейным датам.
С 1961 года Общество принимало «поезда мира и дружбы» из социалистических ГДР, Венгрии и Чехословакии (чаще всего они прибывали на 1 и 9 мая, а также на 8 марта). Каждый поезд формировался из представителей трех — четырёх профессий, и по прибытии его пассажиры встречались с украинскими коллегами и активистами Общества, посещали предприятия и организации, участвовали во встречах-митингах, вечерах и концертах дружбы. Наиболее частыми «поезда дружбы» были в 1960-х — начале 1970-х годов, затем их количество уменьшается более, чем вдвое в связи с режимом экономии на предприятиях социалистических стран. Если в 1970 году в Украинскую ССР прибыли 57 «поездов мира и дружбы», то в 1977 году только 29, а в 1985 году лишь 24.
По годам количество иностранных туристов, принятых Обществом, составляло:
- 1959 год — 15800 чел.;
- 1964 год — 17700 чел.;
- 1967 год — 22500 чел.;
- 1969 год — 23593 чел.;
- 1972 год — 43228 чел.;
- 1978 год — 83458 чел.;
- 1980 год — 165909 чел.;
- 1984 год — 96822 чел.;
- 1988 год — 87301 чел.;
- 1990 год — 74206 чел.

В конце 1950-х — 1980-е годы среди иностранных туристов, принимаемых Украинским обществом дружбы и культурных связей с зарубежными странами, абсолютно преобладали выходцы из стран соцлагеря (прежде всего из государств Организации Варшавского договора). Намного меньше был туристический поток из капиталистических стран и ещё меньше — из развивающихся государств «третьего мира». Например, в 1990 году Украинское общество дружбы и культурных связей с зарубежными странами приняло 96822 иностранных туриста, из которых:
- 76 % — туристы из социалистических стран;
- 19 % — туристы из капиталистических стран;
- 5 % — туристы из развивающихся стран.

В 1970 году 87 % иностранных туристов, которых приняло Общество, прибыли из социалистических стран, 12 % — из капиталистических стран, 1 % из развивающихся стран. Большинство туристов из соцстран прибыли из ГДР, Чехословакии и Болгарии. Преобладание туристов из социалистических стран было в значительной мере связано с тем, что с этим государствами у СССР был упорядочен обмен валюты, упрощено оформление виз, а также существовали единые требования к расчетам за оказанные услуги.

### Пропаганда за рубежом
В период «холодной войны» в капиталистических странах существовали антисоветские организации украинских эмигрантов. Например, в 1965 году в Австралии была создана Украинская антибольшевистская лига. Одной из целей Украинского общества дружбы и культурных связей с зарубежными странами было ведение пропаганды и склонение украинских эмигрантских кругов на просоветские позиции. Прогрессивные (то есть лояльно относящиеся к СССР) эмигрантские украинские организации возникли в США, Канаде, Уругвае и Аргентине.
Основная работа велась в Канаде, где сформировалась крупная украинская диаспора. В Канаде с Обществом сотрудничал целый ряд «прогрессивных» эмигрантских организаций — Товарищество объединенных украинских канадцев, Рабочее общество взаимопомощи, Общество культурной связи с УССР, Общество карпато-русских канадцев и Федерация русских канадцев.
В США с Обществом постоянно сотрудничала только одна прогрессивная организация — Лига американских украинцев. Работа с украинскими эмигрантами в США была затруднена из-за сопротивления властей США, которые давили на украинских эмигрантов, заставляя их отказываться от получения советских изданий. Это привело к тому, что культурные связи Общества с Лигой были незначительными. Даже детскую литературу на украинском языке Общество пересылала Лиге через канадских граждан и Товарищество объединенных украинских канадцев.
В целях пропаганды Общество сотрудничало с кафедрами и научными организациями, которые занимались изучением украинистики. Этим организациям контакты с Обществом позволяли получать необходимую для проведения исследований советскую литературу, причем бесплатно. Поэтому в Канаде Общество поддерживало связь со всеми украинскими отделениями и кафедрами славяноведения университетов.
Объёмы бесплатно присылаемой Обществом советской литературы на украинском языке были очень велики, причем высылались в том числе дорогостоящие издания. Например, в 1959 году в Канаду были отправлены 396 комплектов республиканских газет Украинской ССР, 923 годовых комплекта журналов, 12 тыс. экземпляров различной литературы и 1600 учебников по украинскому языку и литературе для украинских школ при Товариществе объединенных украинских канадцев. В 1960 году лишь два объединения (Товарищество объединенных украинских канадцев и Рабочее общество взаимопомощи) получили годовые комплекты журналов «Україна» — 240 комплектов, «Радянська жінка» — 110, «Дніпро» — 50 комплектов, «Вітчизна» — 50 комплектов, «Всесвіт» — 77 комплектов. Кроме того эти организации получили подписку на газеты: «Радянська Україна», «Робітнича газета», «Літературна газета», «Культура і життя» и на областные издания.
Ещё одной формой пропаганды была подготовка Обществом материалов для СМИ прогрессивных украинских эмигрантских организаций. Эти материалы включали статьи, написанные специально и подобранные из периодики Украинской ССР, хроники, фоторассказы, фотоподборки, фотохроники (иллюстрации к статьям, фото туристов, торжественных вечеров, выставок), репортажи. Статьи писали сотрудничающие с Обществом многочисленные деятели науки и культуры, общественные деятели и журналисты. Материалы готовили отдел прессы и информации и мастерские Общества. Большинство материалов, посылаемых в Канаду, составлялись на двух русском и украинском языках, а тексты к фотоматериалам дублировались на английском и французском языках. Названия материалов говорили сами за себя: «Україна у великому семиріччі», «Завтрашній день Волині», «Від батрака до депутата», «Виробниче навчання в школах України», «Західні області України».
Общество также готовило для прогрессивных СМИ контрпропагандистские материалы на основе изучения националистической прессы. Например, в 1959 году, объявленном украинскими эмигрантскими кругами юбилейным «мазепинским годом», Общество подготовило совместно с Институтом истории Украины статью о предательской деятельности Ивана Мазепы.
Важной формой пропаганды была присылка советских кинофильмов об Украине и её известных людях. В 1965—1966 годах Общество выслало в Канаду более 47 копий научно-популярных и хроникально-документальных кинофильмов на английском, французском, испанском, немецком, русском и украинском языках, в том числе «Портрет хирурга», «Золотые ворота», «Українська РСР», «А. Довженко», «Ю. Шумський», «Каштаны Киева», «Спутники». Весной 1984 года в Канаде прошел первый фестиваль украинских художественных фильмов, где демонстрировались в том числе 8 кинолент производства Киевской киностудии им. А. Довженко.
Важной формой пропаганды была помощь Общества в праздновании за рубежом юбилейных дат. Например, в 1964 году в 19 городах Канады прошли торжества в честь 150-летия Т. Г. Шевченко, для которых Общество прислало в Канаду и в США большие планшетные и шелкографические выставки вместе с библиотечками шевченковской литературы и магнитозаписями концертов, посвященных знаменитому украинскому поэту.

## Общество и КПСС
Общество находилось под контролем КПСС. Все члены Президиума Правления Общества были обязаны состоять в этой партии. Так как Президиум в основном и решал все вопросы (Правление собиралось редко, а Конференция ещё реже), то фактически руководство общества состояло из коммунистов. В состав Правления общества включали не только известных деятелей науки и искусства, но и крупных чиновников-коммунистов (министров правительства Украинской ССР), руководителей украинского Комсомола.

## Руководители
Председателями Президиума Правления общества были:
- Литвин Константин Захарович (до 1963 года);
- Колосова Екатерина Антоновна (1963—1967);
- Дмитрук Вера Максимовна (1968—1972);
- Шевченко Валентина Семёновна (1972—1975);
- Орлик Мария Андреевна (1975—1978);
- Оснач Василий Павлович (1978—1992).